# Такаишвили, Эквтиме Семёнович
Эквтиме Семёнович Такаишвили (груз. ექვთიმე სიმონის ძე თაყაიშვილი; 4 января 1863, Лихаури, Кавказское наместничество — 21 февраля 1953, Тбилиси) — грузинский историк, археолог и общественный деятель, православный святой.

## Биография
Родился в селе Лихаури (груз. ლიხაური) в западной части Гурии в семье дворянина Симона Такаишвили. Рано потеряв родителей, воспитывался в семьях родственников.
Окончил Кутаисскую гимназию с серебряной медалью в 1883 году. В 1887 году окончил Санкт-Петербургский государственный университет.
В 1887—1917 годах читал лекции по истории Грузии в различных престижных школах Тифлиса, в том числе и в Тифлисской дворянской гимназии. В эти годы принимал активное участие в научной и просветительской деятельности. С 1907 по 1921 года был главой общества истории и этнографии Грузии. Между 1907 и 1917 годами организовал серию археологических экспедиций в историческую грузинскую область Тао-Кларджети (ныне в Турции). В одной из экспедиций принял участие молодой художник Ладо Гудиашвили, сделавший зарисовки найденных древних фресок.
После Февральской революции 1917 года занялся политикой. 26 мая 1918 года подписал Декларацию независимости Грузии. Принимал активное участие в создании Национально-демократической партии Грузии и был избран на должность заместителя председателя в Учредительном собрании Грузинской Демократической Республики, занимал должность с 1919 по 1921 год.
В 1918 году был одним из основателей и преподавателей Тбилисского государственного университета. Потерял свои посты и в Университете, и в парламенте после ввода частей красной армии на территорию Грузии. Уехал в эмиграцию во Францию вместе с правительством Ноя Жордания. С собой правительство Грузинской Демократической Республики забрало казну и все экспонаты грузинской материальной культуры.
Материальные ценности, хранившиеся в 39 огромных ящиках, были доставлены в Марсель и помещены в хранилище банка. В дальнейшем драгоценный груз был перевезён в один из банков в Париже. Несмотря на то, что официально владельцем казны было правительство в изгнании, фактически владел всем Эквтиме Такаишвили. В начале 1930-х годов Такаишвили выиграл иск, поданный княгиней Саломе Оболенской (1878—1961), дочерью последнего мегрельского владетельного князя Николая Дадиани, которая также претендовала на часть казны, взятую из бывшего дворца Дадиани в Зугдиди.
Несмотря на многочисленные попытки различных европейских музеев приобрести части грузинских сокровищ и крайние экономические трудности, Эквтиме никогда не продавал ничего из экспонатов своей коллекции, он охранял коллекцию до 1933 года, когда Лига Наций признала Советский Союз и посольство правительства Грузии в Париже было упразднено и преобразовано в «Грузинский офис». Казна перешла во владение французского государства. В 1935 году Такаишвили призвал французское правительство передать сокровище Грузии. Но только к окончанию Второй мировой войны, в ноябре 1944 года, смог он привлечь внимание посла СССР в Париже, А. Богомолова. Делу возвращения коллекции грузинских сокровищ на родину помогли также хорошие отношения между Иосифом Сталиным и генералом Шарлем де Голлем. Сам Такаишвили, вернувшись в Грузию, окончил свои дни под домашним арестом в 1953 году.
Был автором многочисленных научных трудов по истории и археологии Грузии и Кавказа, которые имеют особое значение и сегодня. Был первым издателем многих древнегрузинских сочинений. «Обращение Грузии» относится к их числу (Перевёл на русский язык).

## Память
Канонизирован Грузинской православной церковью.
Улица в Тбилиси и вторая тбилисская гимназия названы в его честь. Музей имени Такаишвили открыт на улице Вашловани в Тбилиси. Функционирует музей и в его родном селе — Лихаури, где каждый год 16 января отмечают день Эквтиме (Эквтимеоба)
Памятники Такаишвили установлены в Тбилиси и Кутаиси.
Похоронен в пантеоне на горе Мтацминда.
В 2013 году Президент Грузии Михаил Саакашвили присвоил Такаишвили высшее государственное звание Национального героя

## Монография
- Три исторические хроники; Тифлис 1890
- Житие Картли. Тифлис 1906
- Археологические экскурсии, розыскания и заметки, в. 1-5, Тифлис, 1905—1915;
- Христианские памятники; Москва 1909 (МАК, т. 12)
- Les antiquités géorgiennes. Société géorgienne d’histoire et d’ethnographie, Тифлис 1909
- Album d’arquitecture géorgienne. Éd. de l’Univ. de Tiflis, Тифлис 1924
- Описание рукописей Общества распространения грамотности среди грузинского населения, т. 1-2, кн. 1-8, Тифлис, 1904-12;
- Государство иберов и государство картов, «Мнатоби», 1948, No 8 (на груз, яз.);
- Хроника Сумбата Давидовича о Багратионах Тао-Кларджети, в сб.: Материалы по истории Грузии и Кавказа, в. 27, Тб., 1949 (на груз. яз.);
- Археологическая экспедиция 1917 г. в Южные провинции Грузии, Тб., 1952.
- Библ. трудов академика Е. С. Такайшвили, Тб., 1963.

## Галерея
- Могила Эквтиме Такаишвили и его жены Нины Полторацкой в пантеоне Мтацминда
- Памятник в Тбилиси (парк Вере)
- Памятник в Кутаиси